# KV Kortrijk in het seizoen 2013/14
KV Kortrijk komt in het seizoen 2013/14 uit in de Belgische Eerste Klasse. De voetbalclub eindigde in het seizoen 2012-2013 in de reguliere competitie op de 9de plaats. In Play Off 2 werd het laatste op 4 teams. Dit seizoen start Hein Vanhaezebrouck voor het zevende jaar in totaal als trainer van de club.

## Ploegsamenstelling

### Spelerskern
| Nummer      | Speler            | Nationaliteit        | Contract tot               | Laatste club         |      |      |      |
| Doel        | Doel              | Doel                 | Doel                       | Doel                 | Doel | Doel | Doel |
| ----------- | ----------------- | -------------------- | -------------------------- | -------------------- | ---- | ---- | ---- |
| 1           | Rémi Pillot       | Vlag van Frankrijk   | 2016                       | AS Nancy             |      |      |      |
| 16          | Darren Keet       | Vlag van Zuid-Afrika | 2015                       | Bidvest Wits         |      |      |      |
| 30          | Jordy Mervilde    | Vlag van België      | ?                          | Eigen jeugd          |      |      |      |
| ?           | Patrick Deman     | Vlag van België      | Tijdelijke spelerslicentie | /                    |      |      |      |
| Verdediging |                   |                      |                            |                      |      |      |      |
| 2           | Maxime Chanot     | /                    | 2016                       | Beerschot AC         |      |      |      |
| 3           | Baptiste Martin   | Vlag van Frankrijk   | 2015                       | AJ Auxerre           |      |      |      |
| 11          | Mustapha Oussalah | /                    | 2015                       | Excelsior Moeskroen  |      |      |      |
| 21          | Brecht Capon      | Vlag van België      | 2018                       | Club Brugge          |      |      |      |
| 23          | Baptiste Ulens    | Vlag van België      | 2016                       | White Star Woluwe FC |      |      |      |
| 25          | Žarko Tomašević   | Vlag van Montenegro  | 2016                       | Partizan Belgrado    |      |      |      |
| 29          | Romain Reynaud    | Vlag van Frankrijk   | 2015                       | LB Châteauroux       |      |      |      |
| Middenveld  |                   |                      |                            |                      |      |      |      |
| 7           | Stijn De Smet     | Vlag van België      | 2015 (+1)                  | AA Gent              |      |      |      |
| 8           | Nebojša Pavlović  | Vlag van Servië      | 2014                       | KSC Lokeren          |      |      |      |
| 10          | Robert Klaasen    | Vlag van Nederland   | 2016                       | AZ Alkmaar           |      |      |      |
| 15          | Dylan Ragolle     | Vlag van België      | 2015                       | Eigen jeugd          |      |      |      |
| 17          | Gertjan De Mets   | Vlag van België      | 2014                       | Club Brugge          |      |      |      |
| 20          | Thomas Matton     | Vlag van België      | 2014                       | Zulte-Waregem        |      |      |      |
| 4           | Ismaïl N'Diaye    | Vlag van Frankrijk   | 2014                       | Stade Malherbe Caen  |      |      |      |
| Aanval      |                   |                      |                            |                      |      |      |      |
| 9           | Teddy Chevalier   | Vlag van Frankrijk   | 2016                       | RKC Waalwijk         |      |      |      |
| 12          | Gregory Mahau     | Vlag van België      | 2014                       | Eigen jeugd          |      |      |      |
| 14          | Benito Raman      | Vlag van België      | 2014                       | AA Gent              |      |      |      |
| 18          | Ivan Santini      | Vlag van Kroatië     | 2016                       | SC Freiburg          |      |      |      |
| 22          | Jimmy Kamghain    | Vlag van Frankrijk   | 2015                       | Paris Saint Germain  |      |      |      |
| 22          | Elimane Coulibaly | /                    | 2014                       | AA Gent              |      |      |      |

### Uit selectie
| Naam                 | Nationaliteit | Positie      |
| -------------------- | ------------- | ------------ |
| Alassane També       | Frankrijk     | Verdediger   |
| Blanstel Koussalouka | Frankrijk     | Middenvelder |

### Transfers

#### Inkomend
| Naam              | Nationaliteit         | Positie      | Vorige club       | Opmerkingen  |
| ----------------- | --------------------- | ------------ | ----------------- | ------------ |
| Maxime Chanot     | / Frankrijk/Luxemburg | Verdediger   | Beerschot AC      | Vrije speler |
| Žarko Tomašević   | Montenegro            | Verdediger   | Partizan Belgrado | Vrije speler |
| Stijn De Smet     | België                | Middenvelder | AA Gent           | Gekocht      |
| Ivan Santini      | Kroatië               | Aanvaller    | SC Freiburg       | Vrije speler |
| Benito Raman      | België                | Aanvaller    | AA Gent           | Gehuurd      |
| Teddy Chevalier   | Frankrijk             | Aanvaller    | RKC Waalwijk      | Vrije speler |
| Elimane Coulibaly | Senegal/ België       | Aanvaller    | AA Gent           | Gehuurd      |

#### Uitgaand
| Naam             | Nationaliteit             | Positie      | Nieuwe club                 | Opmerkingen    |
| ---------------- | ------------------------- | ------------ | --------------------------- | -------------- |
| Stefan Mitrovic  | Servië                    | Verdediger   | SL Benfica                  | Verkocht       |
| David Wijns      | België                    | Verdediger   | OH Leuven                   | Verkocht       |
| Pablo Chavarría  | Argentinië                | Aanvaller    | Via RSC Anderlecht: RC Lens | Einde huur     |
| Mario Carevic    | Kroatië                   | Middenvelder | ?                           | Einde contract |
| Ernest Nfor      | CMR                       | Spits        | Neftçi Bakoe                | Ontslagen      |
| Kévin Dupuis     | Frankrijk                 | Spits        | LB Châteauroux              | Uitgeleend     |
| Landry Mulemo    | Congo-Brazzaville/ België | Verdediger   | Beitar Jeruzalem            | Verkocht       |
| Brecht Dejaegere | België                    | Middenvelder | AA Gent                     | Verkocht       |

### Staff
| Naam                | Nationaliteit | Functie                       |
| ------------------- | ------------- | ----------------------------- |
| Hein Vanhaezebrouck | België        | Hoofdtrainer                  |
| Yves Vanderhaeghe   | België        | Assistent-trainer             |
| Patrick Deman       | België        | Keeperstrainer                |
| Gino Caen           | België        | Fysiek- en revalidatietrainer |
| Jasper Velghe       | België        | Kinesist                      |
| Pieter De Niel      | België        | Kinesist                      |

## Wedstrijden

### Oefenwedstrijden
| Datum        | Wedstrijd                          | Score | Doelpunten van KVK-spelers      |
| 21 juni 2013 | SV Kortrijk - KV Kortrijk          | 0-4   | Mahau, Ulens, Bonte, Oussalah   |
| 22 juni 2013 | Eendracht Wervik - KV Kortrijk     | 0-3   | Raman, Bonte, Chevalier         |
| 28 juni 2013 | SW Harelbeke - KV Kortrijk         | 1-1   | Santini                         |
| 29 juni 2013 | KSC Lokeren OV - KV Kortrijk       | 0-2   | De Smet, Pavlovic               |
| 5 juli 2013  | KV Kortrijk - White Star Bruxelles | 1-0   | Raman                           |
| 6 juli 2013  | KV Kortrijk - Waasland-Beveren     | 2-0   | Raman, Oussalah                 |
| 12 juli 2013 | Cercle Brugge - KV Kortrijk        | 0-0   | /                               |
| 13 juli 2013 | Mouscron-Péruwelz - KV Kortrijk    | 1-0   | /                               |
| 17 juli 2013 | KV Kortrijk - KSV Roeselare        | 4-1   | Matton, Dejaegere, Chevalier x2 |

### Bo Braem Cup
| Datum/tijd               | Thuis          | Uitslag                   | Uit                                                      | Informatie |
| ------------------------ | -------------- | ------------------------- | -------------------------------------------------------- | ---------- |
| 21 juli 2013 19:00       |                |                           |                                                          |            |
| KV Kortrijk              | 2-2 (1-4 n.p.) | Club Brugge               | Guldensporenstadion, Kortrijk Arbiter: Jens Vansteelandt |            |
| 47' Raman, 76' Chevalier |                | 64' Refaelov, 90' Coopman | Guldensporenstadion, Kortrijk Arbiter: Jens Vansteelandt |            |

## Jupiler Pro League

### Reguliere Competitie
| Datum/tijd         | Thuis | Uitslag   | Uit                                                                   | Informatie |
| ------------------ | ----- | --------- | --------------------------------------------------------------------- | ---------- |
| 27 juli 2013 20:00 |       |           |                                                                       |            |
| KV Kortrijk        | 1-0   | OH Leuven | Guldensporenstadion, Kortrijk Toeschouwers: 5.829 Arbiter: Sam Loeman |            |
| 85' Santini        | 0-0   |           | Guldensporenstadion, Kortrijk Toeschouwers: 5.829 Arbiter: Sam Loeman |            |

| Datum/tijd            | Thuis | Uitslag     | Uit                                                                     | Informatie |
| --------------------- | ----- | ----------- | ----------------------------------------------------------------------- | ---------- |
| 3 augustus 2013 20:00 |       |             |                                                                         |            |
| SV Zulte Waregem      | 1-0   | KV Kortrijk | Regenboogstadion, Waregem Toeschouwers: 10.000 Arbiter: Peter Vervecken |            |
| 85' Skulason          | 0-0   |             | Regenboogstadion, Waregem Toeschouwers: 10.000 Arbiter: Peter Vervecken |            |

| Datum/tijd                                  | Thuis | Uitslag                                | Uit                                                                          | Informatie |
| ------------------------------------------- | ----- | -------------------------------------- | ---------------------------------------------------------------------------- | ---------- |
| 9 augustus 2013 20:30                       |       |                                        |                                                                              |            |
| KV Kortrijk                                 | 3-3   | Sporting Lokeren                       | Guldensporenstadion, Kortrijk Toeschouwers: 6.700 Arbiter: Alexandre Boucaut |            |
| 55' Santini, 84' Santini, 90+2' Santini (P) | 0-0   | 53' Harbaoui, 62' Remacle, 65' Taravel | Guldensporenstadion, Kortrijk Toeschouwers: 6.700 Arbiter: Alexandre Boucaut |            |

| Datum/tijd             | Thuis | Uitslag               | Uit                                                                               | Informatie |
| ---------------------- | ----- | --------------------- | --------------------------------------------------------------------------------- | ---------- |
| 17 augustus 2013 20:00 |       |                       |                                                                                   |            |
| Sporting Charleroi     | 1-2   | KV Kortrijk           | Stade du Pays de Charleroi, Charleroi Toeschouwers: 5593 Arbiter: Christof Virant |            |
| 32' Pollet             | 1-2   | 28' Chanot, 33' Raman | Stade du Pays de Charleroi, Charleroi Toeschouwers: 5593 Arbiter: Christof Virant |            |

| Datum/tijd             | Thuis | Uitslag               | Uit                                                                         | Informatie |
| ---------------------- | ----- | --------------------- | --------------------------------------------------------------------------- | ---------- |
| 24 augustus 2013 20:00 |       |                       |                                                                             |            |
| KV Kortrijk            | 1-2   | KV Mechelen           | Guldensporenstadion, Kortrijk Toeschouwers: 7921 Arbiter: Laurent Colemonts |            |
| 90+3' Santini          | 0-1   | 18' Diabang, 50' Rits | Guldensporenstadion, Kortrijk Toeschouwers: 7921 Arbiter: Laurent Colemonts |            |

| Datum/tijd             | Thuis | Uitslag     | Uit                                                                          | Informatie |
| ---------------------- | ----- | ----------- | ---------------------------------------------------------------------------- | ---------- |
| 1 september 2013 14:30 |       |             |                                                                              |            |
| Standard de Liège      | 2-0   | KV Kortrijk | Stade Maurice Dufrasne, Luik Toeschouwers: 23227 Arbiter: Joeri Van de Velde |            |
| 53'Mpoku(P), 58' Ciman | 0-0   |             | Stade Maurice Dufrasne, Luik Toeschouwers: 23227 Arbiter: Joeri Van de Velde |            |

| Datum/tijd                            | Thuis | Uitslag  | Uit                                                                        | Informatie |
| ------------------------------------- | ----- | -------- | -------------------------------------------------------------------------- | ---------- |
| 14 september 2013 20:00               |       |          |                                                                            |            |
| KV Kortrijk                           | 3-0   | KAA Gent | Guldensporenstadion, Kortrijk Toeschouwers: 8173 Arbiter: Jurgen Brinckman |            |
| 27' Santini, 71' Raman, 90+2' De Smet | 1-0   |          | Guldensporenstadion, Kortrijk Toeschouwers: 8173 Arbiter: Jurgen Brinckman |            |

| Datum/tijd              | Thuis | Uitslag     | Uit                                                    | Informatie |
| ----------------------- | ----- | ----------- | ------------------------------------------------------ | ---------- |
| 21 september 2013 20:00 |       |             |                                                        |            |
| Lierse SK               | 2-0   | KV Kortrijk | Het Lisp, Lier Toeschouwers: 6367 Arbiter: Luc Wouters |            |
| 5' Bourabia, 62' Watt   | 1-0   |             | Het Lisp, Lier Toeschouwers: 6367 Arbiter: Luc Wouters |            |

| Datum/tijd                 | Thuis | Uitslag          | Uit                                                                       | Informatie |
| -------------------------- | ----- | ---------------- | ------------------------------------------------------------------------- | ---------- |
| 28 september 2013 20:00    |       |                  |                                                                           |            |
| KV Kortrijk                | 2-1   | Waasland-Beveren | Guldensporenstadion, Kortrijk Toeschouwers: 6669 Arbiter: Peter Vervecken |            |
| 19' Santini, 44' Coulibaly | 2-1   | 23' Veselinovic  | Guldensporenstadion, Kortrijk Toeschouwers: 6669 Arbiter: Peter Vervecken |            |

| Datum/tijd           | Thuis | Uitslag       | Uit                                                                                   | Informatie |
| -------------------- | ----- | ------------- | ------------------------------------------------------------------------------------- | ---------- |
| 6 oktober 2013 14:30 |       |               |                                                                                       |            |
| RSC Anderlecht       | 0-1   | KV Kortrijk   | Constant Vanden Stockstadion, Anderlecht Toeschouwers: 20500 Arbiter: Jonathan Lardot |            |
|                      | 0-1   | 45+2' Santini | Constant Vanden Stockstadion, Anderlecht Toeschouwers: 20500 Arbiter: Jonathan Lardot |            |

| Datum/tijd                                                     | Thuis | Uitslag     | Uit                                                                   | Informatie |
| -------------------------------------------------------------- | ----- | ----------- | --------------------------------------------------------------------- | ---------- |
| 20 oktober 2013 18:00                                          |       |             |                                                                       |            |
| KV Kortrijk                                                    | 4-1   | Club Brugge | Guldensporenstadion, Kortrijk Toeschouwers: 9399 Arbiter: Luc Wouters |            |
| 23' Santini (P), 58' Coulibaly, 66' Santini, 90+6' Santini (P) | 1-1   | 33' Engels  | Guldensporenstadion, Kortrijk Toeschouwers: 9399 Arbiter: Luc Wouters |            |

| Datum/tijd            | Thuis | Uitslag       | Uit                                                               | Informatie |
| --------------------- | ----- | ------------- | ----------------------------------------------------------------- | ---------- |
| 26 oktober 2013 20:00 |       |               |                                                                   |            |
| RAEC Mons             | 0-1   | KV Kortrijk   | Stade Charles Tondreau, Mons Toeschouwers: 2950 Arbiter: Wim Smet |            |
|                       | 0-0   | 42' Coulibaly | Stade Charles Tondreau, Mons Toeschouwers: 2950 Arbiter: Wim Smet |            |

| Datum/tijd            | Thuis | Uitslag     | Uit                                                               | Informatie |
| --------------------- | ----- | ----------- | ----------------------------------------------------------------- | ---------- |
| 30 oktober 2013 20:30 |       |             |                                                                   |            |
| KRC Genk              | 1-0   | KV Kortrijk | Cristal Arena, Genk Toeschouwers: 21385 Arbiter: Christof Dierick |            |
| 67' Vossen            | 0-0   |             | Cristal Arena, Genk Toeschouwers: 21385 Arbiter: Christof Dierick |            |

| Datum/tijd               | Thuis | Uitslag     | Uit                                                                       | Informatie |
| ------------------------ | ----- | ----------- | ------------------------------------------------------------------------- | ---------- |
| 2 november 2013 20:00    |       |             |                                                                           |            |
| KV Kortrijk              | 2-0   | KV Oostende | Guldensporenstadion, Kortrijk Toeschouwers: 6604 Arbiter: Thierry Derycke |            |
| 14' Raman, 45' Coulibaly | 2-0   |             | Guldensporenstadion, Kortrijk Toeschouwers: 6604 Arbiter: Thierry Derycke |            |

| Datum/tijd                             | Thuis | Uitslag     | Uit                                                                    | Informatie |
| -------------------------------------- | ----- | ----------- | ---------------------------------------------------------------------- | ---------- |
| 9 november 2013 20:00                  |       |             |                                                                        |            |
| Cercle Brugge KSV                      | 3-1   | KV Kortrijk | Jan Breydelstadion, Brugge Toeschouwers: 7000 Arbiter: Jonathan Lardot |            |
| 21' Smolders (P), 23' Uchebo, 90' Buyl | 2-0   | 57' Matton  | Jan Breydelstadion, Brugge Toeschouwers: 7000 Arbiter: Jonathan Lardot |            |

| Datum/tijd             | Thuis | Uitslag     | Uit                                                           | Informatie |
| ---------------------- | ----- | ----------- | ------------------------------------------------------------- | ---------- |
| 23 november 2013 20:00 |       |             |                                                               |            |
| Oud-Heverlee Leuven    | 1-1   | KV Kortrijk | Den Dreef, Leuven Toeschouwers: 7711 Arbiter: Erik Lambrechts |            |
| 73' Ruytinx            | 0-0   | 77' De Smet | Den Dreef, Leuven Toeschouwers: 7711 Arbiter: Erik Lambrechts |            |

| Datum/tijd            | Thuis | Uitslag          | Uit                                                                      | Informatie |
| --------------------- | ----- | ---------------- | ------------------------------------------------------------------------ | ---------- |
| 1 december 2013 20:30 |       |                  |                                                                          |            |
| KV Kortrijk           | 1-1   | SV Zulte Waregem | Guldensporenstadion, Kortrijk Toeschouwers: 8655 Arbiter: Serge Gumienny |            |
| 19' De Smet           | 1-0   | 88' Habibou      | Guldensporenstadion, Kortrijk Toeschouwers: 8655 Arbiter: Serge Gumienny |            |

| Datum/tijd            | Thuis | Uitslag                          | Uit                                                                       | Informatie |
| --------------------- | ----- | -------------------------------- | ------------------------------------------------------------------------- | ---------- |
| 7 december 2013 20:00 |       |                                  |                                                                           |            |
| KV Kortrijk           | 1-1   | R. Sporting du Pays de Charleroi | Guldensporenstadion, Kortrijk Toeschouwers: 6100 Arbiter: Thierry Derycke |            |
| 88' Klaassen          | 0-1   | 41' Pollet                       | Guldensporenstadion, Kortrijk Toeschouwers: 6100 Arbiter: Thierry Derycke |            |